# 바킬 사원

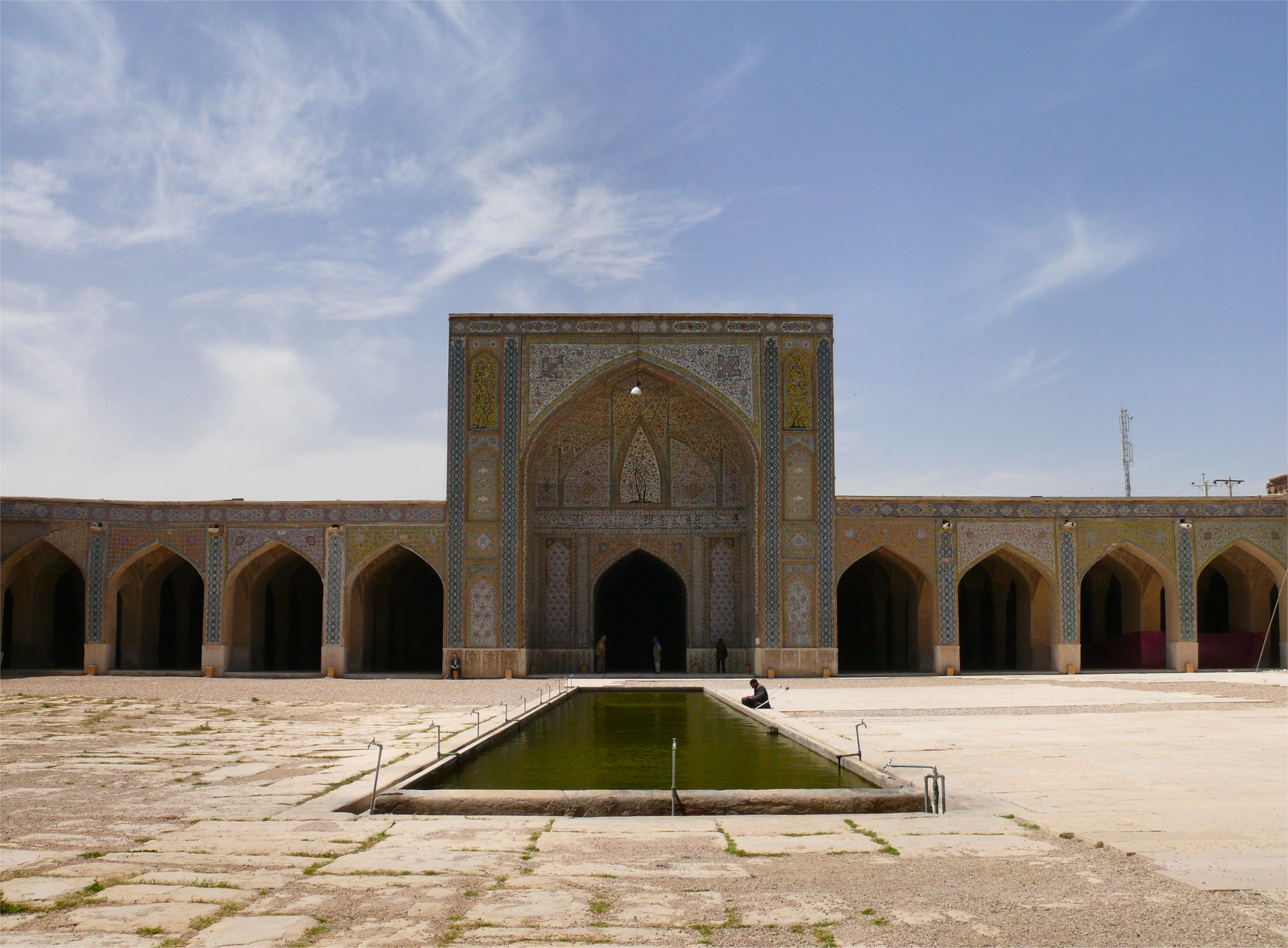

바킬 사원(Vakil Mosque, مسجد وکیل)은 이란 남부 시라즈에 위치한 사원이다. 1751년부터 1773년 사이 잔드 왕조 시기에 건조되었다.
길이 75m, 넓이 36m인 대규모의 예배당이다. 48개의 나선형 모양의 기둥이 건물을 받치고 있는데 내부의 타일장식이 인상적이며 잔드조에 만들어진 사원을 19세기 카자르 왕조 시기에 보수 및 확장하였다.